# Tomás Monacchi
Tomás Monacchi (Mar del Plata, Buenos Aires, 10 de noviembre de 1997) es un basquetbolista argentino que se desempeña como alero o escolta en Instituto de la Liga Nacional de Básquet de Argentina.

## Trayectoria

### Clubes
| Club                    | País      | Año             |
| ----------------------- | --------- | --------------- |
| Peñarol                 | Argentina | 2015 - 2021     |
| Ameghino de Villa María | Argentina | 2021            |
| Peñarol                 | Argentina | 2021 - 2024     |
| Instituto               | Argentina | 2024 - Presente |

## Selección nacional
Monacchi integró una selección de básquetbol de Argentina que jugó una serie de partidos amistosos previos a los Juegos Panamericanos de 2023, pero finalmente no estuvo en el plantel que disputó el torneo continental. 